# Emmanuel Krivine
Emmanuel Krivine (nacido el 7 de mayo de 1947, Grenoble) es un director de orquesta francés, hijo de madre polaca y padre ruso. 

## Trayectoria
Estudió el violín de joven y fue ganador del Premier Prix en el Conservatorio de París, a la edad de 16 años. Más tarde estudió en la Escuela Reina Isabel de Bruselas. Dejó de tocar el violín después de un accidente de coche en 1981.
Inspirado por una reunión con Karl Böhm, Krivine comenzó a desarrollar interés en la dirección. Fue el principal director invitado de la Orquesta Filarmónica de Radio Francia desde 1976 a 1983. De 1987 a 2000, fue director musical de la Orquesta Nacional de Lyon. También se ha desempeñado como director musical de la Orchestre Français des Jeunes durante 11 años.
En 2004, Krivine estableció la orquesta La Cámara Filarmónica. En 2006, se convirtió en director musical de la Orquesta Filarmónica de Luxemburgo (OPL), con un contrato inicial de 3 años, después de convertirse en su principal director invitado en el 2002. En mayo de 2009, Krivine extendió su contrato con la orquesta hasta la temporada 2014-2015. Concluyó su mandato como director musical de la OPL al final de la temporada 2014-2015. En 2013, se convirtió en principal director invitado de la Sinfónica de Barcelona y Nacional de Cataluña, con contrato hasta la temporada 2015-2016. En mayo de 2014, Krivine fue nombrado el siguiente principal director invitado de la Orquesta de Cámara Escocesa, a partir de septiembre de 2015, por un período inicial de 4 años. En junio de 2016, la Orquesta Nacional de Francia, anunció el nombramiento de Krivine como su próximo director musical, eficaz a partir de la temporada 2017-2018, con un contrato inicial de 3 años. Tuvo el título de director musical désigné para la temporada 2016-2017.
Krivine ha realizado grabaciones para los sellos Deutsche Grammophon, Warner Classics, los Timpani, y e Naive.